# فردریک هیل

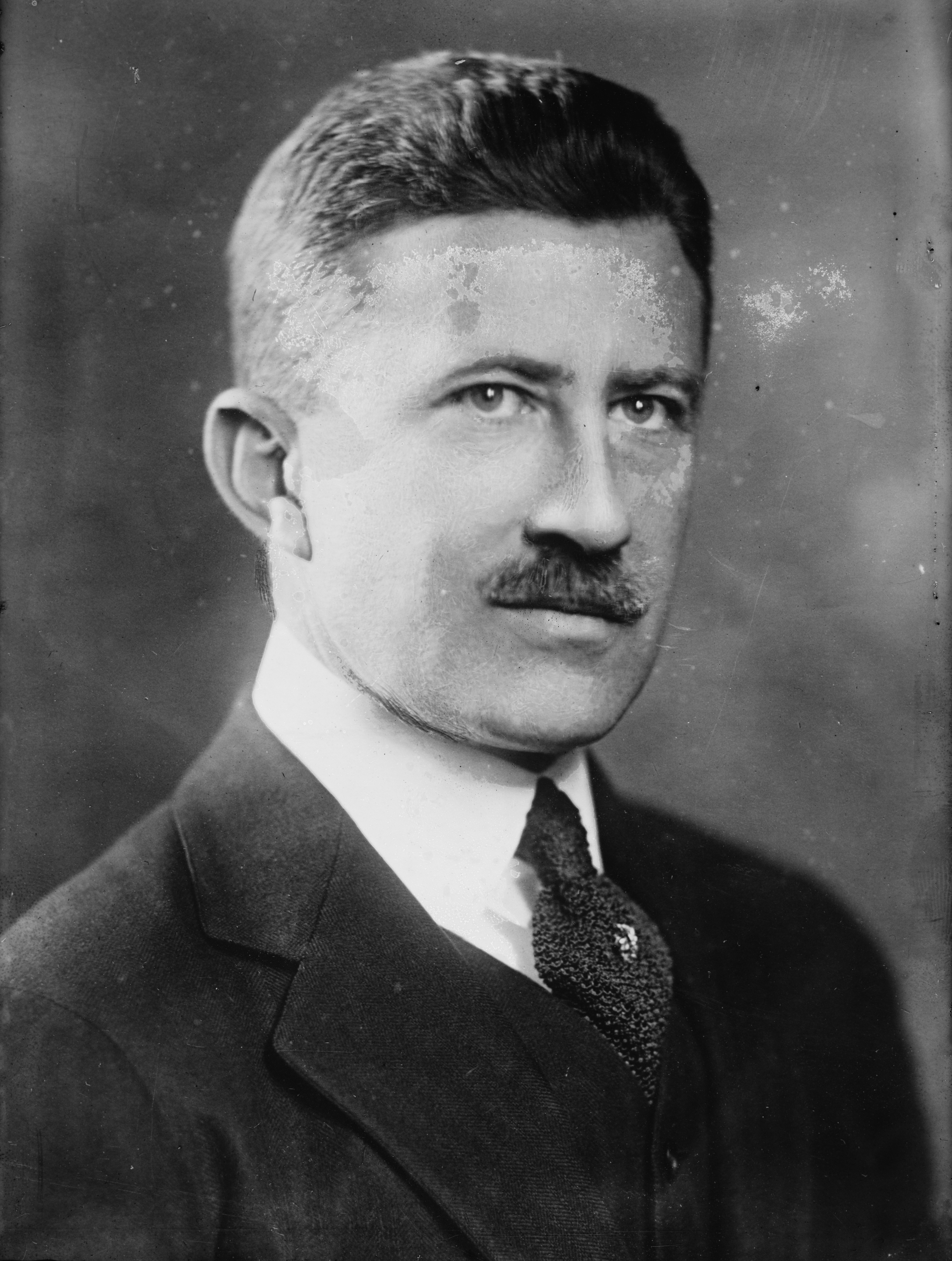
نگاره‌ای از فردریک هیل، سناتور اسبق آمریکایی

فردریک هیل (به انگلیسی: Frederick Hale) سناتور سابق عضو حزب جمهوری‌خواه ایالات متحده آمریکا بود. وی در سال ۱۹۱۷ تا ۱۹۴۱ میلادی سناتور ایالت مین در سنای ایالات متحده آمریکا بود.